# Microgramma mortoniana
Microgramma mortoniana es una especie de helecho perteneciente a la familia Polypodiaceae conocido popularmente como suelda consuelda. Es nativo de Uruguay, Paraguay, Brasil y este de Argentina donde crece sobre árboles, rocas, barandas y entablados en las zonas ribereñas.

## Descripción
Es una especie epífita con rizomas largamente rastreros, robustos, aplanados dorsiventralmente, de  3 a 5 mm de diámetro, con escamas  imbricadas largamente ovadas. Ápice largamente filiforme, recurvado.
Frondes hemidiformas, pecíolos breves  o ausentes, surcados adaxialmente. Láminas estériles elípticas a elíptico-lanceoladas, de 3 a 13 cm de largo por  1 a 3 cm de ancho, base atenuada, ápice redondeado, margen entero; láminas fértiles lineares a linear-lanceoladas de 6 a 15 cm de largo por  0,5 a 1 cm de ancho,atenuadas en ambos extremos  o de ápice redondeado, coriáceas, margen sinuoso, cara abaxial con escamas dispersas, venación areolada con hilera de areolas costales alargadas. Soros circulares a elipsoides, impresos,d e  1,5 a 3 mm de diámetro, con parafisios filamentosos. Esporas amarillas de hasta 90 micrómetros de diámetro ecuatorial. Número de cromosomas x=37.